# Ozero Sosna (sjö i Belarus, Vitsebsks voblast, lat 55,17, long 29,69)
Ozero Sosna (ryska: Озеро Сосна) är en sjö i Belarus.   Den ligger i voblasten Vitsebsks voblast, i den norra delen av landet, 200 km nordost om huvudstaden Minsk. Ozero Sosna ligger 134 meter över havet. Arean är 0,50 kvadratkilometer. Den sträcker sig 0,8 kilometer i nord-sydlig riktning, och 1,1 kilometer i öst-västlig riktning.
I omgivningarna runt Ozero Sosna växer i huvudsak blandskog. Runt Ozero Sosna är det glesbefolkat, med 18 invånare per kvadratkilometer.